# 靈峰
47°40′58″N 11°43′59″E / 47.68290°N 11.73303°E

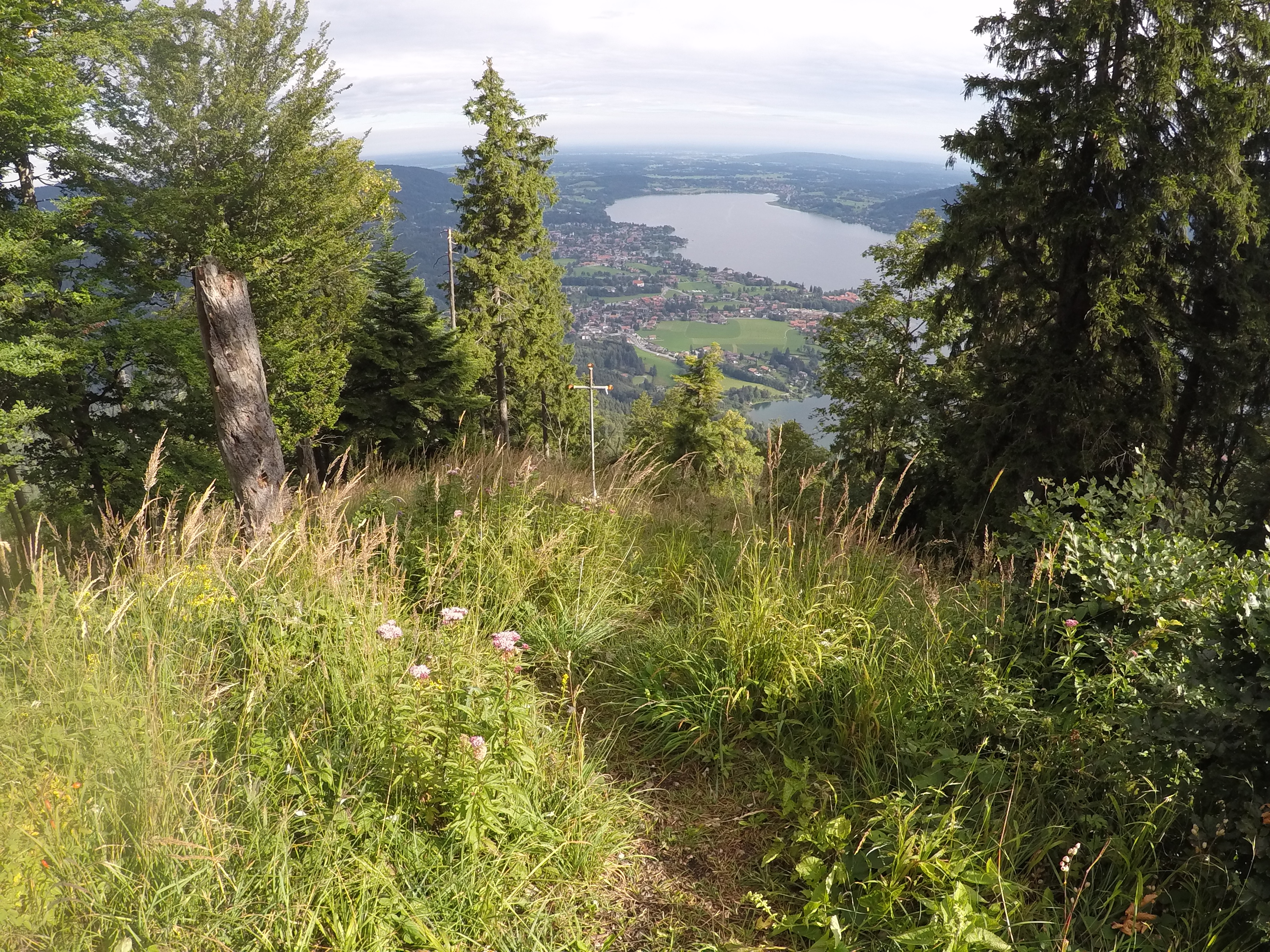

靈峰（德語：Ringspitz），是德國的山峰，位於該國東南部，由巴伐利亞負責管轄，屬於巴伐利亞前阿爾卑斯山脈的一部分，處於泰根湖西岸，海拔高度1,293米。